# Dirk Verwimp
Dirk Verwimp (4 mei 1963) is een Belgisch voormalig voetballer.
Verwimp begon zijn professionele carrière bij toenmalig tweedeklasser Verbroedering Geel in 1981. Op zijn 27ste verhuisde de verdediger naar reeksgenoot KRC Genk. Met deze club dwong hij de promotie af naar de eerste afdeling in 1996. Verwimp speelde 215 competitiewedstrijden voor KRC Genk. Hij sloot zijn carrière af bij Overpelt-Fabriek tussen 1997 en 1999, dat toen in tweede en derde klasse speelde.